# Медаль «За працю і звитягу»
Меда́ль «За працю і звитягу»  — державна нагорода України, відзнака Президента України для нагородження громадян України за вагомий особистий внесок у розвиток економічної, науково-технічної, соціально-культурної, військової, державної, громадської та інших сфер діяльності, багаторічну сумлінну працю, зразкове виконання службових обов'язків.
Автор дизайну медалі — художник О. Руденко.

## Історія нагороди
Відзнака заснована Указом Президента України Л. Д. Кучми 16 травня 2001 року з метою відзначення громадян за багаторічну сумлінну працю, зразкове виконання службових обов'язків та з нагоди 10-ї річниці незалежності України.

## Положення про медаль «За працю і звитягу»
Нагородження медаллю «За працю і звитягу» здійснюється Указом Президента України.
Медаллю «За працю і звитягу» можуть бути нагороджені іноземці та особи без громадянства.
Медаль «За працю і звитягу» вручає Президент України, за його дорученням — Голова Верховної Ради України, його заступники, Прем'єр-міністр України, Перший віцепрем'єр-міністр України, віцепрем'єр-міністри України, міністри, керівники інших центральних органів виконавчої влади, Голова Конституційного Суду України, Голова Верховного Суду України, Голова Вищого господарського суду України, Генеральний прокурор України, посли України в іноземних державах, Голова Верховної Ради та Ради міністрів Автономної Республіки Крим, голови обласних, Київської та Севастопольської міських державних адміністрацій, Голова Комісії державних нагород та геральдики при Президентові України.
Нагородження медаллю «За працю і звитягу» посмертно не проводиться.
Нагородженому медаллю «За працю і звитягу» вручається медаль і посвідчення до неї.

## Опис відзнаки Президента України— медалі «За працю і звитягу»
Відзнака Президента України — медаль «За працю і звитягу» виготовляється зі срібла і має форму кола діаметром 32 мм. На лицьовому боці медалі в центрі — малий Державний Герб України в обрамленні декоративного вінка з колосків пшениці та дубового листя. Поле щита малого Державного Герба України залите синьою емаллю.
На зворотному боці медалі — напис у чотири рядки «За працю і звитягу». Всі зображення і напис рельєфні. Медаль має випуклий бортик.
За допомогою кільця з вушком медаль з'єднується з прямокутною колодкою, обтягнутою стрічкою. Нижня частина колодки декоративна, фігурна. Розмір колодки: довжина — 45 мм, ширина — 28 мм. На зворотному боці колодки — застібка для прикріплення медалі до одягу.
Стрічка медалі «За працю і звитягу» шовкова муарова зі смужками зеленого і малинового кольорів (по 10 мм) та синьою і жовтою смужками (по 2 мм) з боків.
Планка медалі «За працю і звитягу» являє собою прямокутну металеву пластинку, обтягнуту стрічкою. Розмір планки: довжина — 24 мм, ширина — 12 мм.

## Послідовність розміщення знаків державних нагород України
- Відзнака Президента України — медаль «За працю і звитягу» — на лівому боці грудей після медалі «За врятоване життя».